# 708 Raphaela
708 Raphaela је астероид главног астероидног појаса. Приближан пречник астероида је 21,43 ,
а средња удаљеност астероида од Сунца износи 2,670 астрономских јединица (АЈ).
Инклинација (нагиб) орбите у односу на раван еклиптике је 3,492 степени, а орбитални период износи 1593,590 дана (4,363 године). Ексцентрицитет орбите астероида износи 0,085.
Апсолутна магнитуда астероида износи 10,61 а геометријски албедо 0,219.
Астероид је откривен 3. фебруара 1911. године.